# Junior Tshaka
 (juillet 2007).
Junior Tshaka, nom de scène de Greg Frascotti, est un auteur-compositeur-interprète suisse de reggae né en 1978 à Neuchâtel en Suisse.

## Biographie
La première expérience scénique de Junior Tshaka remonte à ses 14 ans. Petit à petit, la musique prend de plus en plus d'importance dans sa vie et c'est au début des années 2000, alors âgé de 22 ans, qu'il décide de s'y consacrer. Après plusieurs expériences, il devient le chanteur d'Akamassa, groupe de reggae neuchâtelois.
Le groupe commence à enchaîner les concerts et assure les premières d'Alpha Blondy, Sinsemilia et Rico Rodriguez notamment.
En 2003, Junior Tshaka part en Afrique à Dakar puis y organise une mini-tournée avec son groupe l'année suivante.
En 2005, il lance son projet solo qui débouche sur un album intitulé Juste un peu de lumière, un album joué à trois guitares. La sortie de cet album est suivie d'une tournée acoustique (dont un des concerts, sur la grande scène du Festi'neuch en duo avec Tiken Jah Fakoly). Il joue avec le Junior Tshaka & Friends au Buskers Festival de Neuchâtel.
Il signe un contrat chez Echo-Productions et se lance dans la production de son second album, La Jungle, sorti en France en février 2007.
En 2009, il sort son troisième en solo Il est temps..., avec des featuring avec Didier Awadi et Tonton David. Junior Tshaka gagne l'European Reggae Contest en Italie. Ce concours permet de gagner une tournée européenne.
2010 verra Junior Tshaka jouer dans les plus beaux festivals. Mais l'année se termine mal puisque le groupe est victime d'un très grave accident de la route le 1er novembre. Après de longs mois d'hospitalisation pour plusieurs membres du groupe, Junior Tshaka et son équipe remontent sur scène le 21 mai 2011 à Neuchâtel. C'est également à cette date que sort un projet spécial : Junior Tshaka feat' Noumoucounda Cissoko.
Junior Tshaka donne en 2012 des concerts en Uruguay, au Brésil, en Équateur, au Pérou et en Algérie. Il sera également le premier artiste reggae[réf. nécessaire] à donner un concert à Téhéran en Iran.
En 2013 sort son album Boosté par le son (Echo-Productions) dont il a totalement composé la musique et les paroles. Il s'entoure des musiciens de Dub Inc pour l'enregistrer. Le single Comme un oiseau tourne dans de nombreuses radios de toute la francophonie[réf. nécessaire]. En mars 2013 il participe au festival Mars en Folie qui le fait voyager dans douze villes de Chine. Toujours en 2013, il est le vainqueur du Prix de la Francophonie Suisse et participe ainsi aux Jeux de la Francophonie de Nice dans l'Opéra.
Il sort en 2016 l'album 360, en co-production avec Damp Music.
En 2020, il sort son album Encore, totalement auto-produit avec l'aide de ses fans.[réf. nécessaire]